# Ralph Steinman
Ralph Marvin Steinman (Montréal, 14 de janeiro de 1943 — Nova Iorque, 30 de setembro de 2011) foi um imunologista e biólogo celular canadense.
Trabalhou na Universidade Rockefeller, e que em 1973 apresentou o termo células dendríticas quando do trabalho de pós-doutoramento no laboratório de Zanvil A. Cohn, na mesma instituição. Em 2011 foi galardoado com metade do Prémio Nobel de Fisiologia ou Medicina, pela "descoberta da célula dendrítica e o seu papel na imunidade adaptativa".
Steinman recebeu muitos outros prémios pelo seu trabalho sobre células dendríticas, como o Prêmio Albert Lasker de Pesquisa Médica Básica (2007), o Prêmio Internacional da Fundação Gairdner (2003), e o Prêmio William B. Coley (1998) do Cancer Research Institute. Foi membro do Institute of Medicine (Estados Unidos, eleito em 2002) e da Academia Nacional de Ciências dos Estados Unidos (eleito em 2001).
Steinman tinha uma graduação da Universidade McGill e recebeu o grau em medicina em 1968 da Harvard Medical School. Completou o internato e estágio no Massachusetts General Hospital.
Faleceu três dias antes de ser anunciado como galardoado com o Nobel de Fisiologia ou Medicina de 2011.